# Seven de Londres 2006
El Seven de Londres de 2006 fue la sexta edición del torneo inglés de rugby 7, fue el octavo y último torneo de la temporada 2005-06 de la Serie Mundial Masculina de Rugby 7.
Se disputó en la instalaciones del Twickenham Stadium de Londres.

## Fase de grupos

### Grupo A
| Equipo   | Encuentros | Encuentros | Encuentros | Encuentros | Tantos  | Tantos    | Tantos     | Puntos |
| Equipo   | jugados    | ganados    | empatados  | perdidos   | a favor | en contra | diferencia | Puntos |
| -------- | ---------- | ---------- | ---------- | ---------- | ------- | --------- | ---------- | ------ |
| Fiyi     | 3          | 3          | 0          | 0          | 97      | 34        | 63         | 9      |
| Francia  | 3          | 2          | 0          | 1          | 57      | 41        | 16         | 7      |
| Portugal | 3          | 1          | 0          | 2          | 48      | 62        | −14        | 5      |
| Italia   | 3          | 0          | 0          | 3          | 17      | 82        | −65        | 3      |

Nota: Se otorgan 3 puntos al equipo que gane un partido, 2 al que empate y 1 al que pierda

### Grupo B
| Equipo     | Encuentros | Encuentros | Encuentros | Encuentros | Tantos  | Tantos    | Tantos     | Puntos |
| Equipo     | jugados    | ganados    | empatados  | perdidos   | a favor | en contra | diferencia | Puntos |
| ---------- | ---------- | ---------- | ---------- | ---------- | ------- | --------- | ---------- | ------ |
| Inglaterra | 3          | 2          | 0          | 1          | 96      | 24        | 72         | 7      |
| Kenia      | 3          | 2          | 0          | 1          | 61      | 40        | 21         | 7      |
| Australia  | 3          | 2          | 0          | 1          | 71      | 57        | 14         | 7      |
| Alemania   | 3          | 0          | 0          | 3          | 19      | 126       | −107       | 3      |

### Grupo C
| Equipo    | Encuentros | Encuentros | Encuentros | Encuentros | Tantos  | Tantos    | Tantos     | Puntos |
| Equipo    | jugados    | ganados    | empatados  | perdidos   | a favor | en contra | diferencia | Puntos |
| --------- | ---------- | ---------- | ---------- | ---------- | ------- | --------- | ---------- | ------ |
| Sudáfrica | 3          | 3          | 0          | 0          | 121     | 14        | 107        | 9      |
| Argentina | 3          | 2          | 0          | 1          | 50      | 69        | -19        | 7      |
| Rusia     | 3          | 1          | 0          | 2          | 32      | 71        | –39        | 5      |
| Canadá    | 3          | 0          | 0          | 3          | 24      | 73        | –49        | 3      |

### Grupo D
| Equipo        | Encuentros | Encuentros | Encuentros | Encuentros | Tantos  | Tantos    | Tantos     | Puntos |
| Equipo        | jugados    | ganados    | empatados  | perdidos   | a favor | en contra | diferencia | Puntos |
| ------------- | ---------- | ---------- | ---------- | ---------- | ------- | --------- | ---------- | ------ |
| Nueva Zelanda | 3          | 3          | 0          | 0          | 114     | 19        | 95         | 9      |
| Samoa         | 3          | 2          | 0          | 1          | 72      | 33        | 39         | 7      |
| Escocia       | 3          | 1          | 0          | 2          | 45      | 61        | -16        | 5      |
| Túnez         | 3          | 0          | 0          | 3          | 12      | 130       | −118       | 3      |

## Fase Final

### Cuartos de final
| 4 de junio | Fiyi | 33 - 14 | Kenia |  |  |

| 4 de junio | Nueva Zelanda | 19 - 7 | Argentina |  |  |

| 4 de junio | Samoa | 24 - 14 | Sudáfrica |  |  |

| 4 de junio | Inglaterra | 14 - 7 | Francia |  |  |

### Semifinal
| 4 de junio | Fiyi | 21 - 17 | Nueva Zelanda |  |  |

| 4 de junio | Samoa | 15 - 7 | Inglaterra |  |  |

### Final
| 4 de junio | Fiyi | 54 - 15 | Samoa |  |  |

| Bandera de Fiyi        |
| Campeón Fiyi           |
| 4º título del circuito |